# Bílý ostrov
Bílý ostrov (norsky Kvitøya) je neobydlený ostrov v souostroví Špicberky v Severním ledovém oceánu, o rozloze 682 km2. Je nejvýchodnější částí Norského království. Nejbližší část ruské Arktidy, Viktoriin ostrov, leží jen 62 kilometrů na východ.

## Popis
Ostrov je téměř zcela pokryt ledovcem. Několik málo oblastí bez ledu má rozlohu jen několik km2, jsou pusté a kamenité, největší oblast Andréeneset se nachází na jihozápadním cípu ostrova. Vyskytují se zde mroži. Ostrov je součástí přírodní rezervace Nordaust-Svalbard.

## Historie
Bílý ostrov byl objeven Holanďanem Cornelisem Gilesem v roce 1707, a pod názvem Gilesova země se od té doby vyskytoval na mapách v různých tvarech, velikostech a pozicích. Současný název dal ostrovu velrybář z Tromsø Johan Kjeldsen v roce 1876.
Ostrov byl místem posledního odpočinku členů polární balónové expedice, kterou roku 1897 uspořádal S. A. Andrée. Expedice se pokusila přeletět severní pól ve vodíkovém balónu, ale byli 14. července, méně než tři dny po startu, nuceni přistát na ledové kře asi 300 km severně od Bílého ostrova. Na ostrov došli 6. října a utábořili se na jedné z mála ploch bez ledu, nyní nazývané Andréeneset. Všichni tři členové výpravy zemřeli pravděpodobně během dvou týdnů po dosažení ostrova.
Osud expedice byl po mnoho let jednou z největších záhad Arktidy, dokud nebyly v roce 1930 jejich pozůstatky objeveny členy posádky norské lodi Bratvaag. Na místě se zachovaly i deníky, záznamy vědeckých pozorování a fotografické desky, které byly hluboce zmraženy a mohly být vyvolány.
Na ostrově byl členům výpravy postaven pomník.

## Galerie

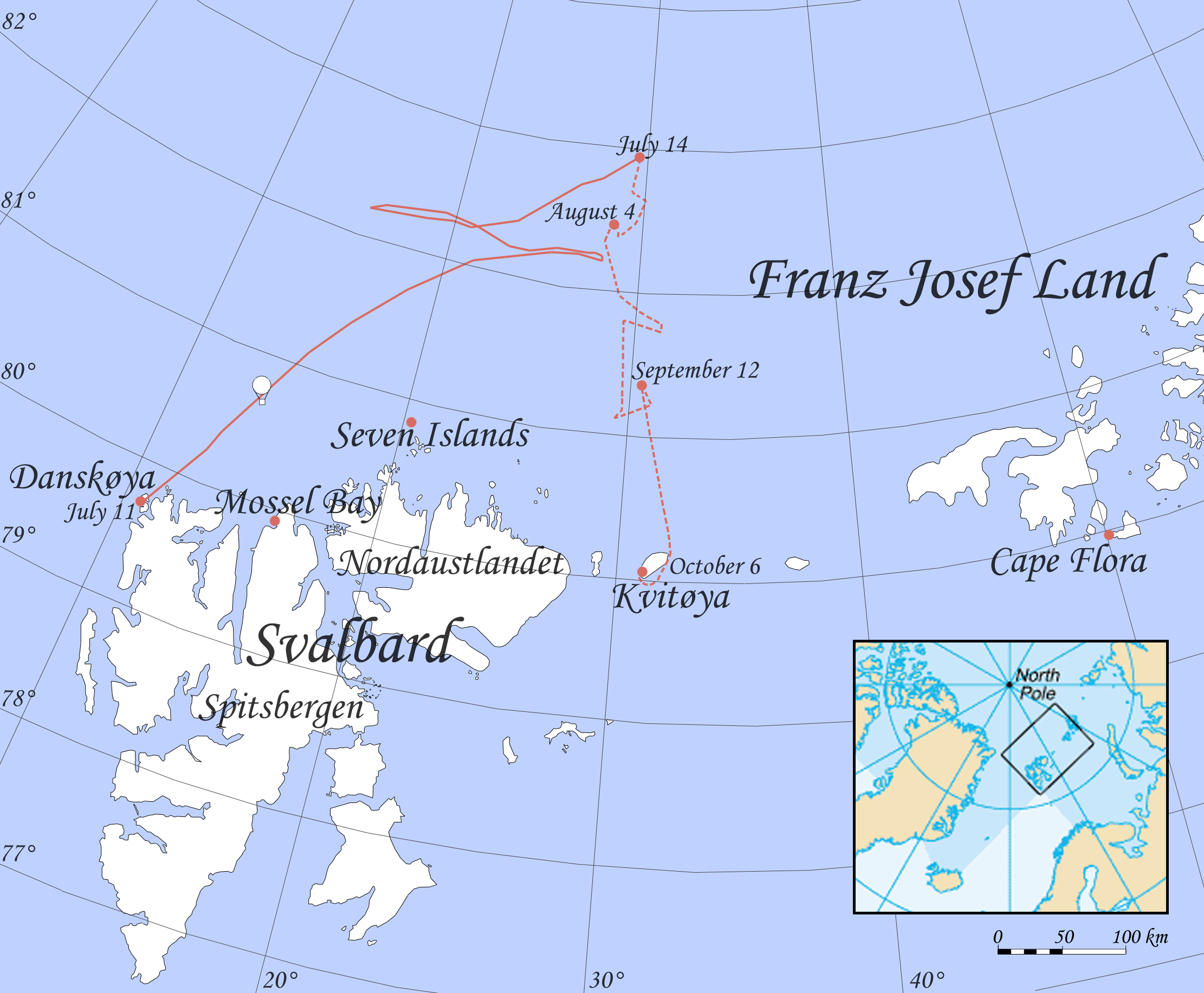
Trasa Andréeho expedice
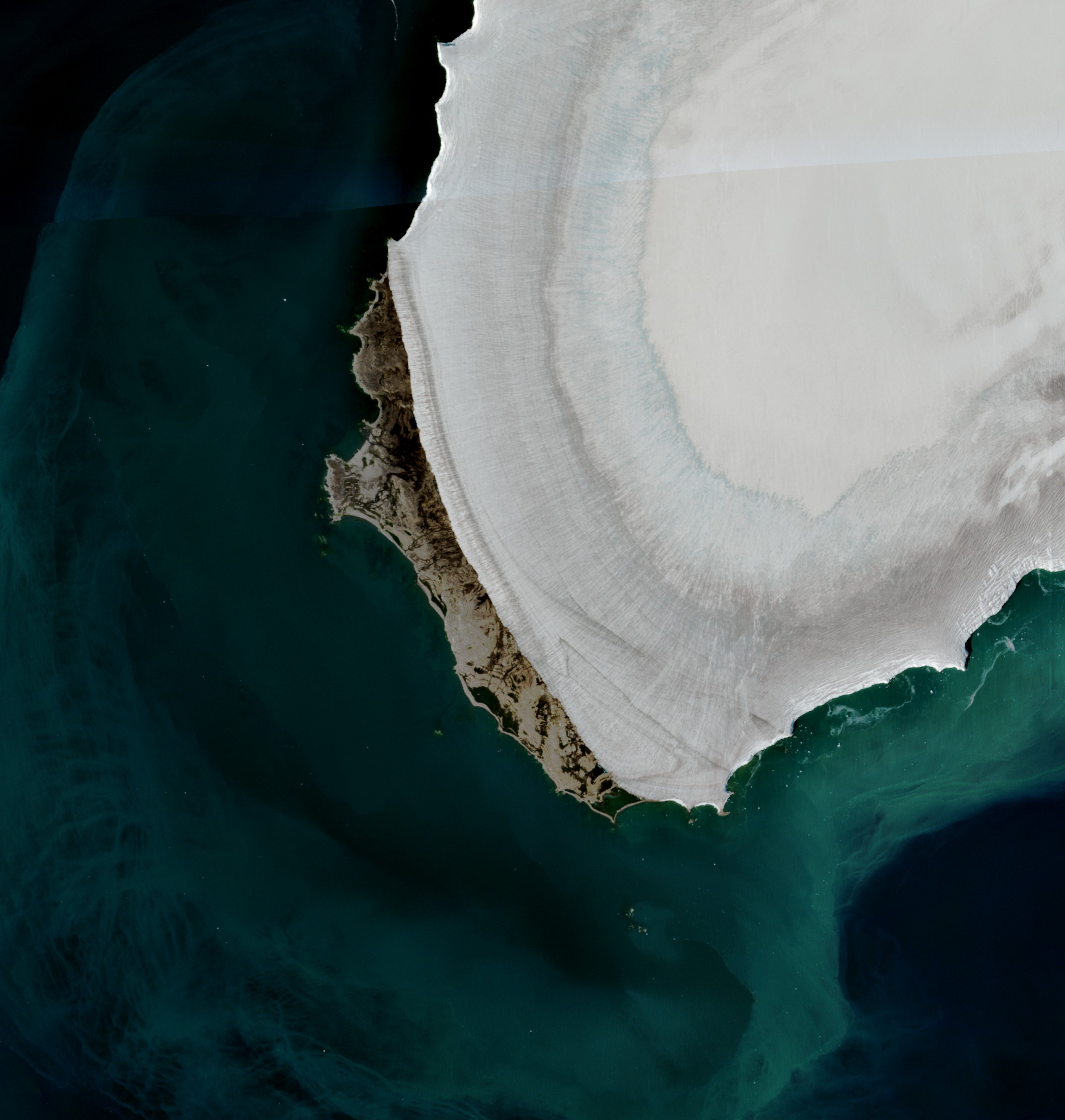
Nezaledněné území Andréeneset ze satelitu (2020)
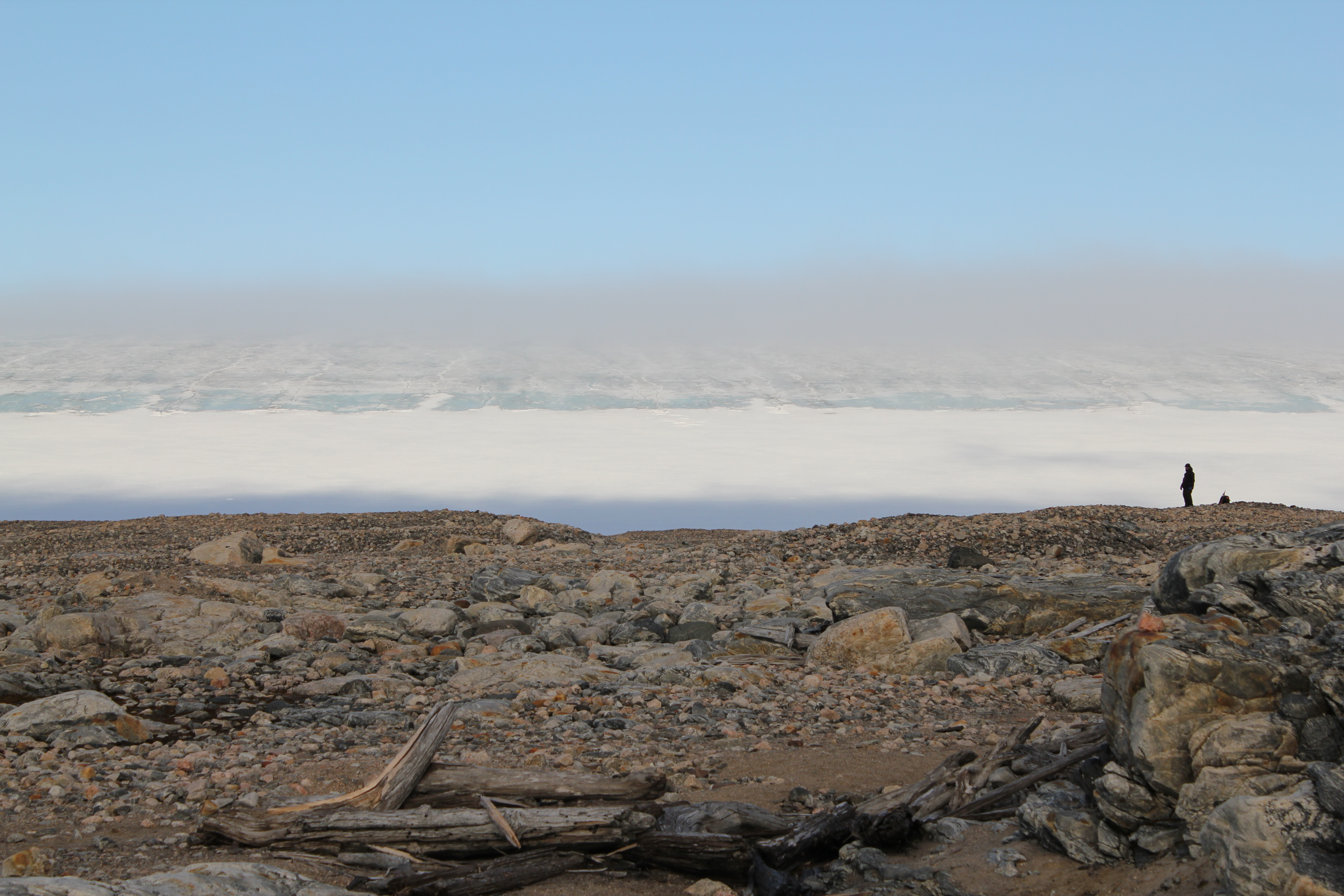
Pohled na ostrovní ledovec z Andréenesetu
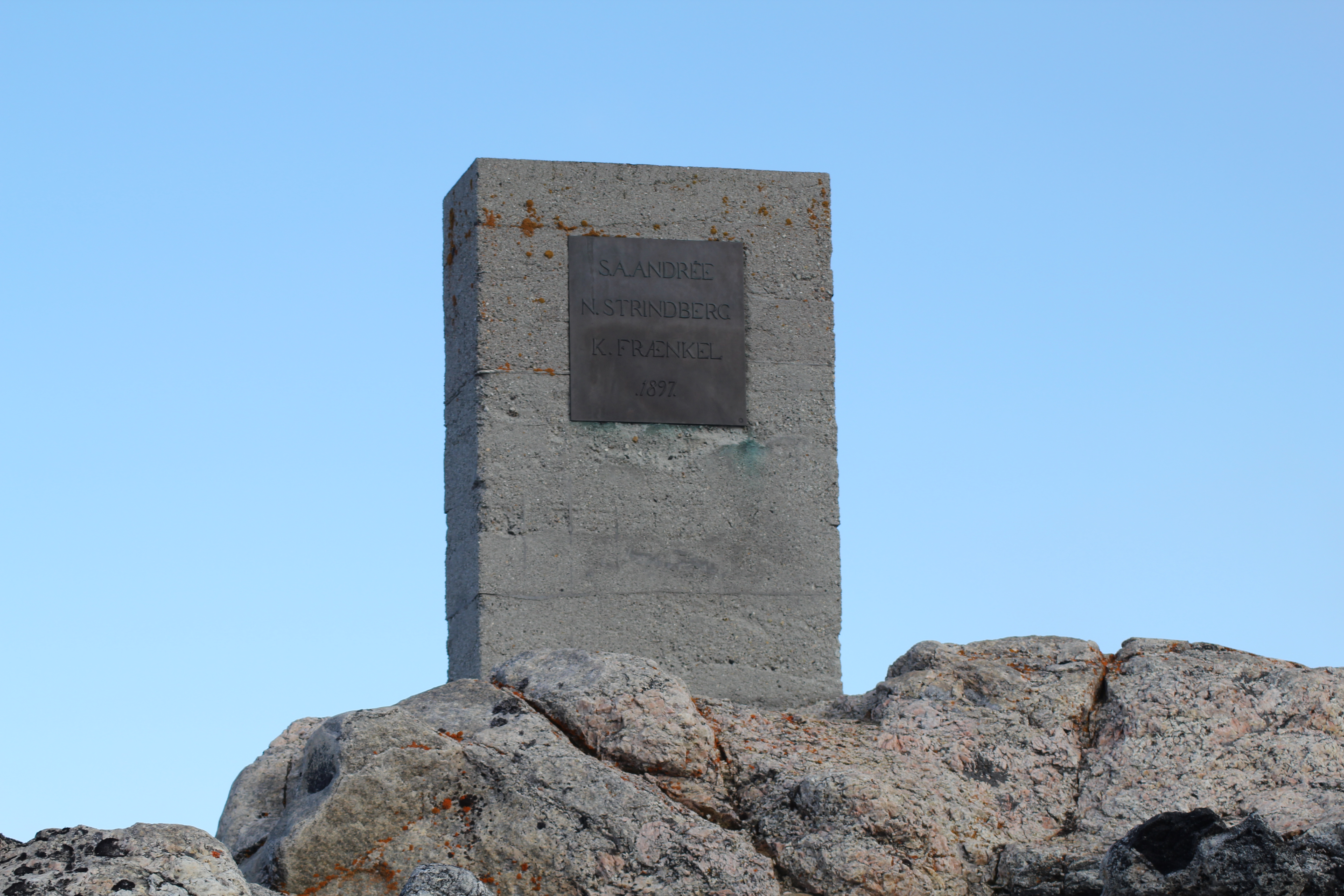
Pomník členů expedice